# 土井俊明
土井 俊明（どい としあき、1959年10月10日 - ）は、日本の男性俳優、声優。神奈川県出身。身長171cm。体重82kg。

## 来歴・人物
加川事務所所属。かつては劇団ムーンライトに所属していた。
特技は水泳（神奈川大会7位・指導歴8年）、洋弓（横浜大会3位）。趣味は木工材木。

## 出演作品

### テレビドラマ
- 行列のできる法律相談所 再現ドラマ
- はぐれ刑事純情派
- 混浴露天風呂連続殺人（2001年）
- はるちゃん6（2002年）
- ドゥニチラヴ（2003年）
- 安宅家の人々（2008年）
- OLにっぽん（2008年） - 社員
- ハンチョウ〜神南署安積班〜（2009年）
- タイムスクープハンター（2011年）
- 相棒（2012年） - 堀田

### 映画
- 判定者
- マジック・キッチン
- 突入せよ! あさま山荘事件（2002年）
- 陽はまた昇る（2002年）

### オリジナルビデオ
- 真・雀鬼8 確率五分の一の死闘（2001年）

### テレビアニメ
- 機動武闘伝Gガンダム（1994年）
- 突撃!パッパラ隊（1998年、三太夫）
- 名探偵コナン（2001年、男D）

### OVA
- ぽん・ぱ（1994年、旦那）
- まじかるマホ（1997年、黒沢）
- 機動戦士ガンダム 第08MS小隊（1999年、男D）

### 劇場アニメ
- ドラえもん のび太と銀河超特急（1996年、乗客B）

### ゲーム
- 宇宙戦艦ヤマトシリーズ
  - 宇宙戦艦ヤマト 遥かなる星イスカンダル（1999年）
  - さらば宇宙戦艦ヤマト 愛の戦士たち（2000年）
  - 宇宙戦艦ヤマト イスカンダルへの追憶（2005年）
  - 宇宙戦艦ヤマト 暗黒星団帝国の逆襲（2005年、東）
  - 宇宙戦艦ヤマト 二重銀河の崩壊（2005年）
- 真・魔装機神 PANZER WARFARE（1999年）

### 舞台
- お月さまようこそ
- 危険なパーティ
- 北へ帰る